# Szomáliai strucc
A szomáliai strucc más néven kéknyakú strucc (Struthio molybdophanes) a madarak osztályának struccalakúak (Struthioniformes) rendjébe és a struccfélék (Struthionidae) családjába tartozó faj.
Ezen Északkelet-Afrikában élő futómadarat sokáig a közönséges strucc (Struthio camelus) alfajának gondolták, de 2014 óta különálló fajnak nyilvánították.

## Rendszerezése
A molekuláris genetikai vizsgálatok azt mutatják, hogy a Nagy-hasadékvölgy földrajzi akadályként elszigetelte a szomáliai struccot az észak-afrikai alfajtól (Struthio camelus camelus), addig az ökológiai-és viselkedésbeli különbségek miatt különült el a maszáj strucctól (Struthio camelus massaicus). A Struthio genus mitokondriális DNS-ének a vizsgálata (a kihalt arab struccot is beleértve) arra a következtetésre jutott, hogy filogenetikailag a szomáli strucc mind közül a legkülönállóbb, mintegy 3,6–4,1 millió évvel ezelőtt vált el a közönséges strucctól.

## Előfordulása
Afrika északkeleti részén, Etiópia, Dzsibuti, Kenya és Szomália területén honos. A természetes élőhelye szubtrópusi és trópusi száraz nyílt erdők, szavannák, legelők és bokrosok. Állandó, nem vonuló faj.

## Megjelenése
A hím testhossza 210-275 centiméter, testtömege 100-156 kilogramm, a tojó 175-190 centiméter, és 90-110 kilogramm. Masszív csupasz lábakkal és hosszú, csupasz nyakkal és fejjel rendelkezik. A laza tollazata fekete a hímeknél, a fényes fehér faroktól és a kis szárnyaktól eltekintve, a tojó tollazata sötétbarna.
Hasonlít a közönséges struccra, de a szomáliai strucc nyakának és combjának a színe inkább kék, mintsem rózsaszín. A hímnél ezen testrészek párzási időben világoskékre váltanak.
|  |  |  |

## Életmódja
Növényevő, fűfélékkel, magvakkal és levelekkel táplálkozik.[forrás?] Ökológiai értelemben abba különbözik rokonától (annak ellenére, hogy elterjedési területük egy része átfedi egymást), hogy inkább a bokrosabb, dúsabb növényzetű élőhelyeket részesíti előnybe, ezzel szemben a közönséges strucc inkább a nyílt szavannát kedveli.

## Fordítás
Ez a szócikk részben vagy egészben  a   Somali ostrich című angol Wikipédia-szócikk fordításán alapul.  Az eredeti cikk szerkesztőit annak laptörténete sorolja fel. Ez a jelzés csupán a megfogalmazás eredetét és a szerzői jogokat jelzi, nem szolgál a cikkben szereplő információk forrásmegjelöléseként.